# Arctia marchandi
Arctia marchandi là một loài bướm đêm thuộc phân họ Arctiinae, họ Erebidae.